# Eri Irianto
Eri Irianto (Sidoarjo, 12 de janeiro de 1974 - Surabaia, 3 de abril de 2000) foi um futebolista indonésio, que atuava como meio-campista.
Em sua curta carreira, defendeu Petrokimia Putra (atual Gresik United), Kuala Lumpur FA e Persebaya Surabaya, onde atuou até 2000.
Com a Seleção Indonésia, Irianto atuou entre 1995 e 1997, atuando em dez partidas e marcando três gols.

## Morte
Durante a partida entre Persebaya e PSIM Yogyakarta, em 3 de abril de 2000, Irianto caiu desmaiado em campo após atingir o gabonês Samson Noujine Kinga e foi levado ao hospital. Ele foi socorrido às pressas, mas não resistiu e faleceu aos 26 anos. A causa da morte foi uma parada cardiorrespiratória. Em homenagem a Irianto, o Persebaya aposentou a camisa 19.